# 清原邦彦
清原 邦彦（きよはら くにひこ、1947年11月17日 - ）は、日本の実業家。富山県富山市出身。元株式会社カターレ富山代表取締役社長。元北陸電力株式会社常務取締役。

## 経歴
- 1947年（昭和22年）11月17日生
- 1970年（昭和45年）4月 - 北陸電力株式会社入社。
  - この間、カターレ富山の前身のひとつである北陸電力サッカー部の設立に尽力し、ファンクラブの代表も務める。
- 2003年（平成15年）6月 - 北陸電力株式会社取締役に就任。
- 2005年（平成17年）6月 - 北陸電力株式会社常務取締役に就任。
- 2009年（平成21年）4月23日 - 株式会社カターレ富山代表取締役社長に就任。
- 2014年（平成26年）7月15日 - 株式会社カターレ富山代表取締役社長を辞任。